# Кшевіна (Нижньосілезьке воєводство)
Кшевіна (пол. Krzewina, нім. Grunau) — село в Польщі, у гміні Боґатиня Зґожелецького повіту Нижньосілезького воєводства.
Населення — 223 особи (2011).
У 1975-1998 роках село належало до Єленьоґурського воєводства.

## Демографія
Демографічна структура станом на 31 березня 2011 року:
|          | Загалом | Допрацездатний вік | Працездатний вік | Постпрацездатний вік |
| -------- | ------- | ------------------ | ---------------- | -------------------- |
| Чоловіки | 117     | 23                 | 80               | 14                   |
| Жінки    | 106     | 25                 | 61               | 20                   |
| Разом    | 223     | 48                 | 141              | 34                   |

## Галерея

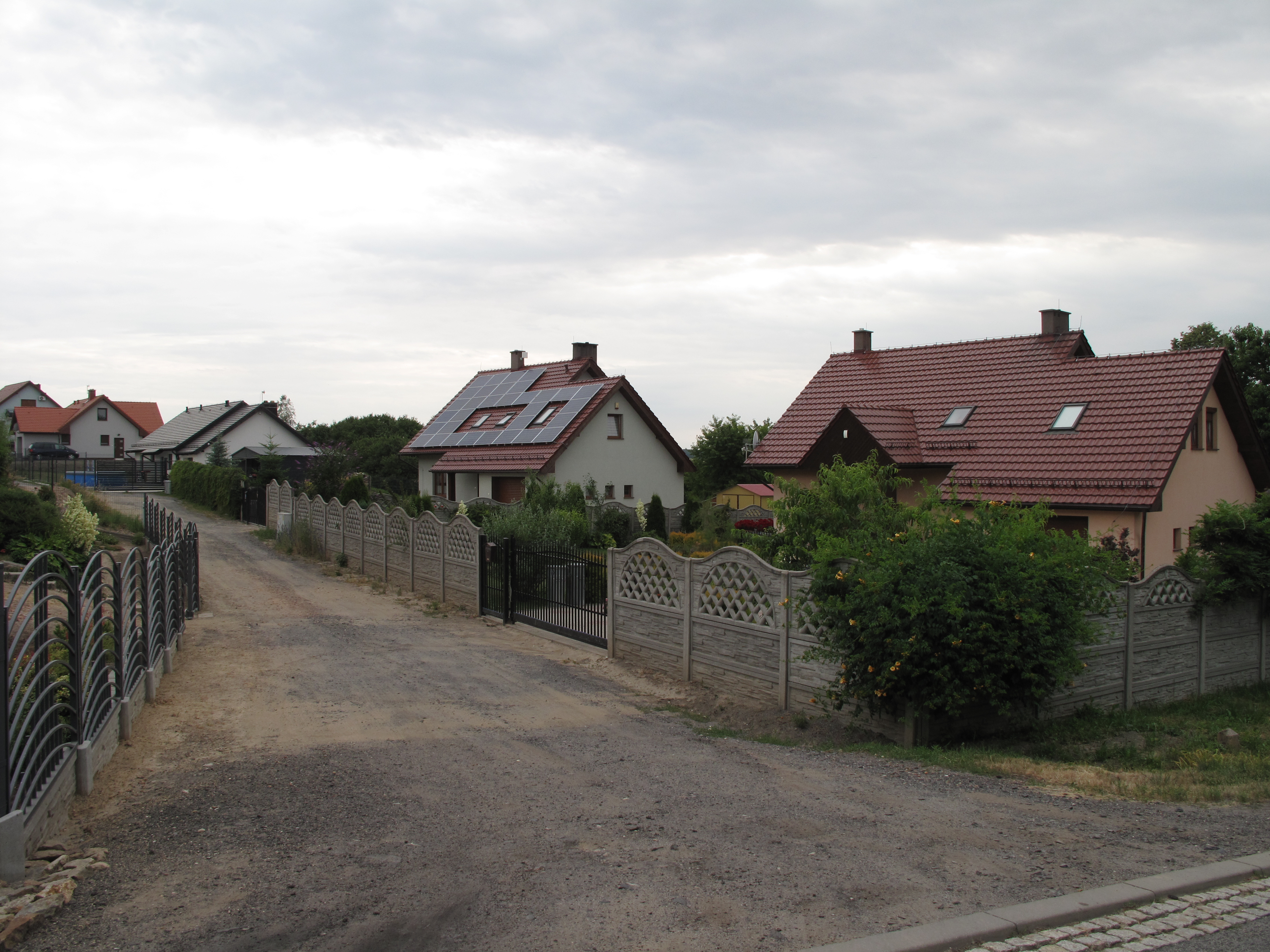
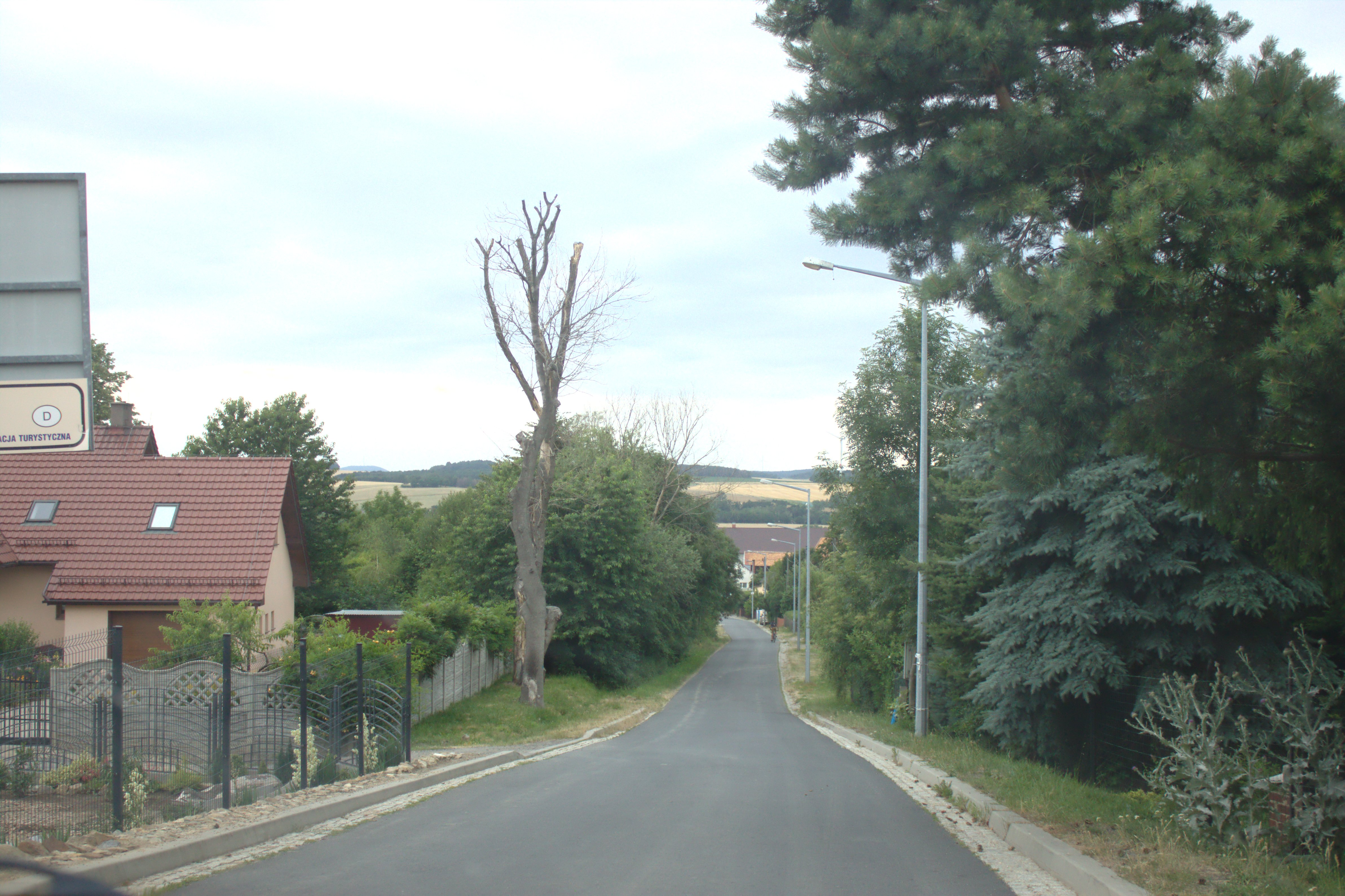
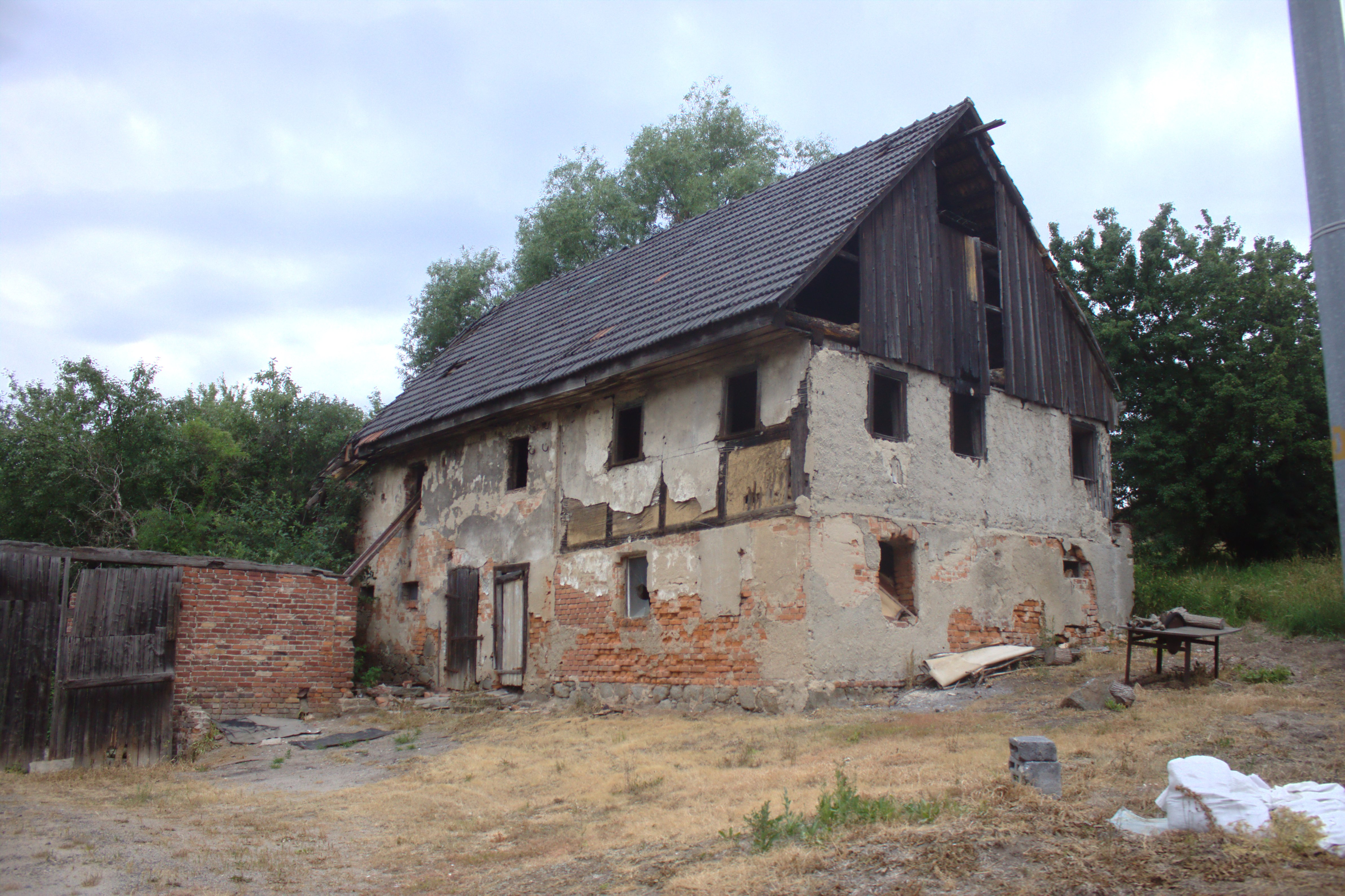